# Big Daddy (Düne)

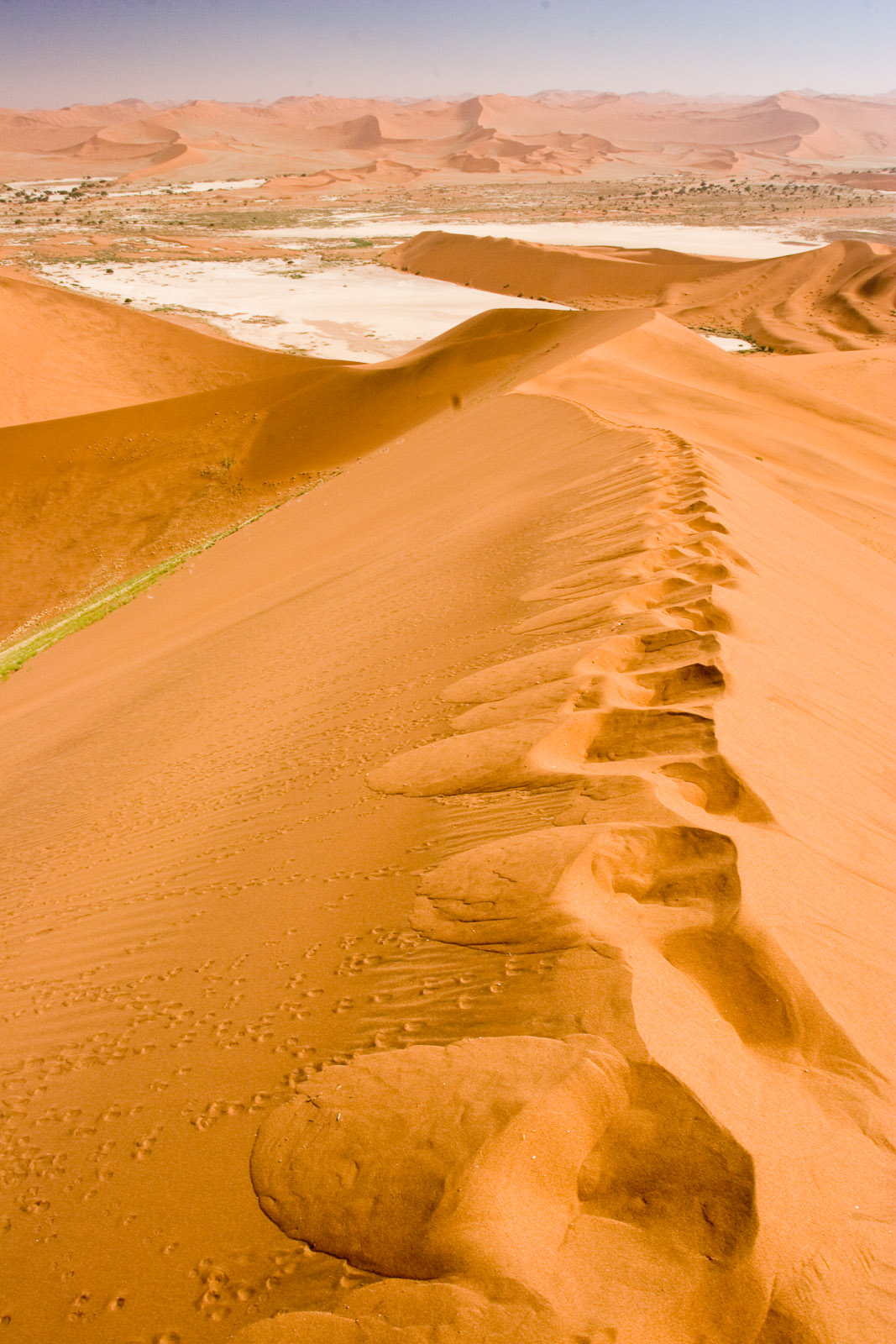
Auf der Spitze von Big Daddy

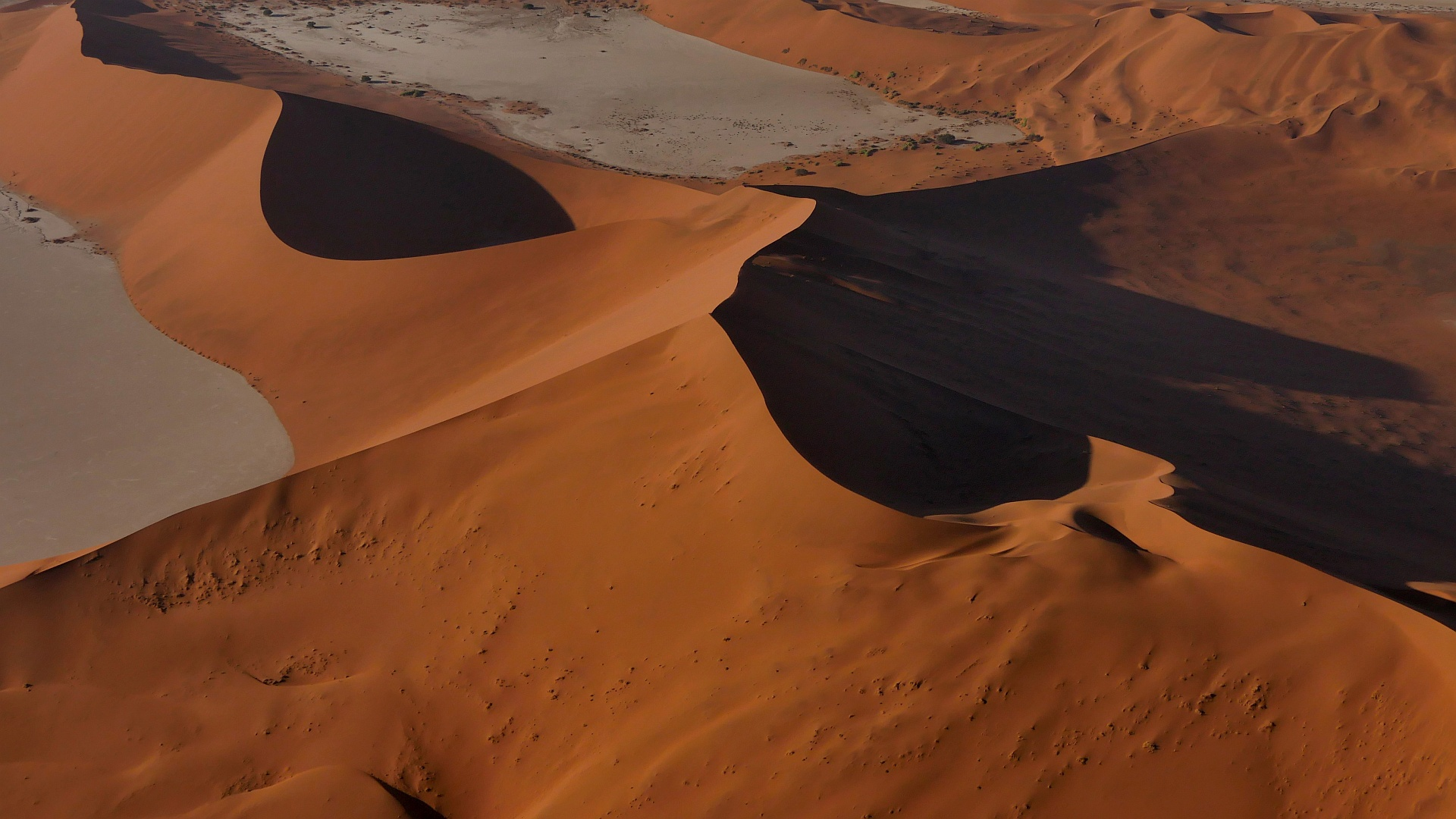
Luftbild

Big Daddy (zu Deutsch etwa Dicker Papa), selten auch Crazy Dune (Verrückte Düne), ist eine Sterndüne westlich des Sossusvlei am Rande des Deadvlei in der zentralen Namib Namibias. Sie gilt als höchste Düne des Gebietes und eine der höchsten weltweit. Big Daddy soll eine Höhe von 325 m bis 380 m erreichen. Sie ist Teil des UNESCO-Welterbes  „Namib-Sandmeer“.